# 호빵맨
《호빵맨》(일본어: アンパンマン 안판만[*])은 야나세 다카시가 그리는 일련의 그림책 시리즈이자, 이를 원작으로하는 파생 작품의 총칭이다. 또한 이 작품의 주인공의 이름이기도 하다.

## 파생 작품
TV 애니메이션 (일본 TV 계열 날아라! 호빵맨), 애니메이션 영화, 만화, 게임 소프트 (닌텐도의 Wii 용, 닌텐도 DS 용 등), 장난감 · 상품 등 다양한 파생 작품 · 상품이 존재한다. 그 중 TV 애니메이션은 오랫동안 방영되고 있으며 일관되게 동일한 주제를 사용하고 있기 때문에 인지도가 높다. 2012년 기준으로 고치현 가미시에 위치한 가미 시립 야나세 다카시 기념관 등 일본 내에 호빵맨 관련 시설이 많이 있다. 46737 호빵맨이라는 소행성이 있다.